# Eugeniusz Durejko
Eugeniusz Durejko (Ostróda, 15 novembre 1950) è un ex cestista polacco.

## Carriera
Con la Polonia ha disputato i Giochi olimpici di Monaco 1972 e tre edizioni dei Campionati europei (1971, 1973, 1975).